# Puente Pedro de Valdivia (Valdivia)
El Puente Pedro de Valdivia es una estructura construida entre los años 1938 y 1953. Esta estructura está ubicada en la ciudad de Valdivia que conecta la ciudad con la Isla Teja. La obra cruza el río Valdivia y recibe su nombre en honor al fundador de la ciudad Pedro de Valdivia, un conquistador español.
Este puente tiene una longitud de 238,7 metros y 10,5 metros de ancho de estos 7 metros corresponde a calzada y 2 paseos peatonales de 1,8 metros cada uno. Para la construcción se contó con un presupuesto de alrededor de $12.834.453 pesos chilenos. La construcción de este puente mejoró la conectividad de la ciudad y el flujo entre las distintas zonas de Valdivia además de modernizarla. El diseño y la ejecución de la obra también reflejan las capacidades de la ingeniería de a mediados del siglo XX en Chile, tomando en cuenta la naturaleza y las distinguidas condiciones geográficas de la ciudad de Valdivia.

## Estructuras y materiales de construcción
El Puente Pedro de Valdivia en cuanto a estructura contiene un total de 5 vanos. Presenta un tramo central formado por 3 vanos y 2 vanos laterales de unos 35 metros, en los 3 vanos centrales se distribuyen aproximadamente en luces de 69 metros y 50 metros en los laterales. (Garrido, 2018)
El tramo central es un tablero tipo cajón de hormigón armado multicelular de canto variable, también en este vano central se han dispuesto 2 rótulas con una separación de 19,15 metros de las pilas que lo transforman en una viga tipo Gerber.  Este mismo cajón consta de 2 células, a excepción de las dovelas de cada lado más próximas a las pilas centrales. La altura del cajón oscila entre los 1.93 metros y los 7.98 metros. La rigidización de la estructura se realizó mediante diafragmas transversales de hormigón armado dividiendo la viga en dovelas, variando la longitud entre los 4.5 metros y los 5 metros. 
Los vanos laterales de acceso se componen 4 vigas de tipo mixta (acero y hormigón) estas fueron construidas durante la reparación que sufrió el puente tras el gran terremoto del año 1960.
Acerca de las pilas que contiene la obra son de 2 tipos. Las pilas 1 y 4 son del tipo cajón que envuelven las columnas originales del puente Pedro de Valdivia por otra parte, las pilas 2 y 3 son originales del puente estas, son de tipo muro, hechas de una sección maciza de hormigón armado. (Garrido, 2018)
En cuanto a los materiales utilizados solamente para la construcción del puente Pedro de Valdivia se encuentra el hormigón armado que fue utilizado para la estructura principal y los cajones multicelular, se utilizó también acero estructural lo que formaba la estructura interna de la obra, los áridos por otra parte para la fabricación del hormigón ya antes mencionado y por último el asfalto empleado para formar la capa de pavimento por donde circularán los vehículos (Ramos. et al., 2025)

## Ensayos
Se realizaron ensayos con el fin de evaluar y analizar el estado del puente. Para llevar a cabo el diagnóstico los ingenieros realizaron una cantidad de 7 ensayos.
Dentro de los ensayos realizados hacia la estructura encontramos ensayos de determinación del índice esclerómetro, auscultación de la armadura del hormigón, ensayos de carbonatación del hormigón, medición de la dureza Brinell del acero estructural, inspección visual, prospección subacuática y levantamiento geométrico (Ramos. et al., 2025).
La obra a lo largo de sus 66 años ha demostrado ser una estructura bastante resistente. Al ser una de las arterias principales de la ciudad de Valdivia y haber estado sometida a una de las mayores actividades sísmicas registrada en el mundo como lo fue el terremoto de Valdivia de 1960, por lo que en conclusión la resistencia del puente es bastante aceptable. (Ramos. et al., 2025)      

## Modernización
El 9 de febrero del año 2005 se dio a conocer la nueva luminaria con la que contaría la estructura. De la mano de la empresa holandesa Philips fue que se llevó a cabo esta modernización en la que se agregaron luces a los arcos del puente.
Para la iluminación del puente Pedro de Valdivia utilizaron proyectores ArenaVision MVF403, con lámpara de haluro metálico de 2000 Watts. Además, proyectores Decoflood MVF615 con lámpara de haluro metálico de 400 watts. en el borde de la obra utilizaron luminarias estancas TCW216 para tubos fluorescentes de 36 Watts con el fin de generar una franja de luz continua, con un difusor de policarbonato para una mayor durabilidad de la luminaria (Electro industria, 2005).
El proyecto tuvo un coste de alrededor de $90.000.000 de pesos chilenos en el cual participaron los arquitectos María Flores, Andrés Schult, Cristian Beros y José Miguel Iturra. 
Para el año 2022 se llevó a cabo una intervención artística en el puente Pedro de Valdivia realizada por la artista visual Elisa Punto, la que fue contratada por la empresa Aguas Décimas. La intervención fue realizada en las veredas de la estructura y en un muro ubicado al costado derecho del acceso sur al puente Pedro de Valdivia. (Diario Futrono, 2022).
La intervención se realizó con base en la especialidad de la artista la cual es el arte geométrico abstracto, el diseño tiene como objetivo mostrar el puente como una plataforma de diferentes ondas físicas que los cruzan: corrientes de río, vientos, sonidos y marea. 

Aguas Decima así también contrató los servicios de una empresa que se encargará del aspecto estético del puente lo cual se concentraría en el pintado de las barandas de la estructura.
- Datos: Q7160051
- Multimedia: Puente Pedro de Valdivia, Valdivia / Q7160051